# Kostel svaté Máří Magdaleny (Sobotka)
Kostel svaté Máří Magdaleny je římskokatolický farní kostel děkanství Sobotka v okrese Jičín. Je chráněn jako kulturní památka.

## Historie
Původní dřevěný farní kostel stejného zasvěcení se samostatnou zvonicí je doložen ve 14. století. Na jeho místě byl v letech 1590–1596 postaven nový, pozdně gotický kostel financovaný majitelem panství Oldřichem Felixem z Lobkovic. Kostel byl vysvěcen 24. srpna 1596 arcibiskupem Zbyňkem Berkou z Dubé. Kostelu také věnoval stříbrnou pozdně gotickou monstranci od zlatníka Tomáše Poláka[zdroj⁠?!] z Malé Strany.
Iluminovaný Sobotecký graduál věnoval kostelu nástupce Oldřicha Felixe Václav z Lobkovic. Ve druhé polovině 19. století byla zbourána kaple, v 19. století byla věž snížena a po zřícení klenby lodi v roce 1885 byl kostel opraven podle návrhu Josefa Mockera. Klenba byla obnovena v letech 1936–1940 ze železobetonu.

## Interiér
Inventář kostela je pozdně barokní z dílny sochařů Jelínků z Kosmonos. Na hlavním oltáři je obraz patronky kostela připisovaný Janu Petru Molitorovi, datovaný kolem roku 1752. Po jeho stranách jsou sochy sv. Václava a sv. Anny. Kazatelna je zdobena sochami čtyř evangelistů, Krista Vítězného a reliéfem Posledního soudu od J. Jelínka ze stejné doby.
Na stěně presbytáře jsou umístěny tři náhrobky lobkovických dětí z let 1581 a 1596, kterými se inspiroval sochař Otto Gutfreund při tvorbě sousoší Babička s vnoučaty v Ratibořicích. V kryptě pod kostelem je pohřbena významná část rodu Netolických: Václav Kazimír Netolický z Eisenberka – ministr Marie Terezie, autor pozemkové reformy v 18. století, pohřben roku 1760, Jan Adam Netolický – majitel panství, pohřben v roku 1769 a Evžen Vratislav z Mitrovic Netolický – slavný rakouský vojevůdce, pohřben roku 1867.

## Varhany
Funkční rokokové varhany z roku 1748 od varhanáře Tuchmanna z Týnce nad Labem jsou zdobeny figurální výzdobou z dílny Jelínků.

## Bohoslužby
Pravidelné bohoslužby se konají 5x týdně.

## Galerie

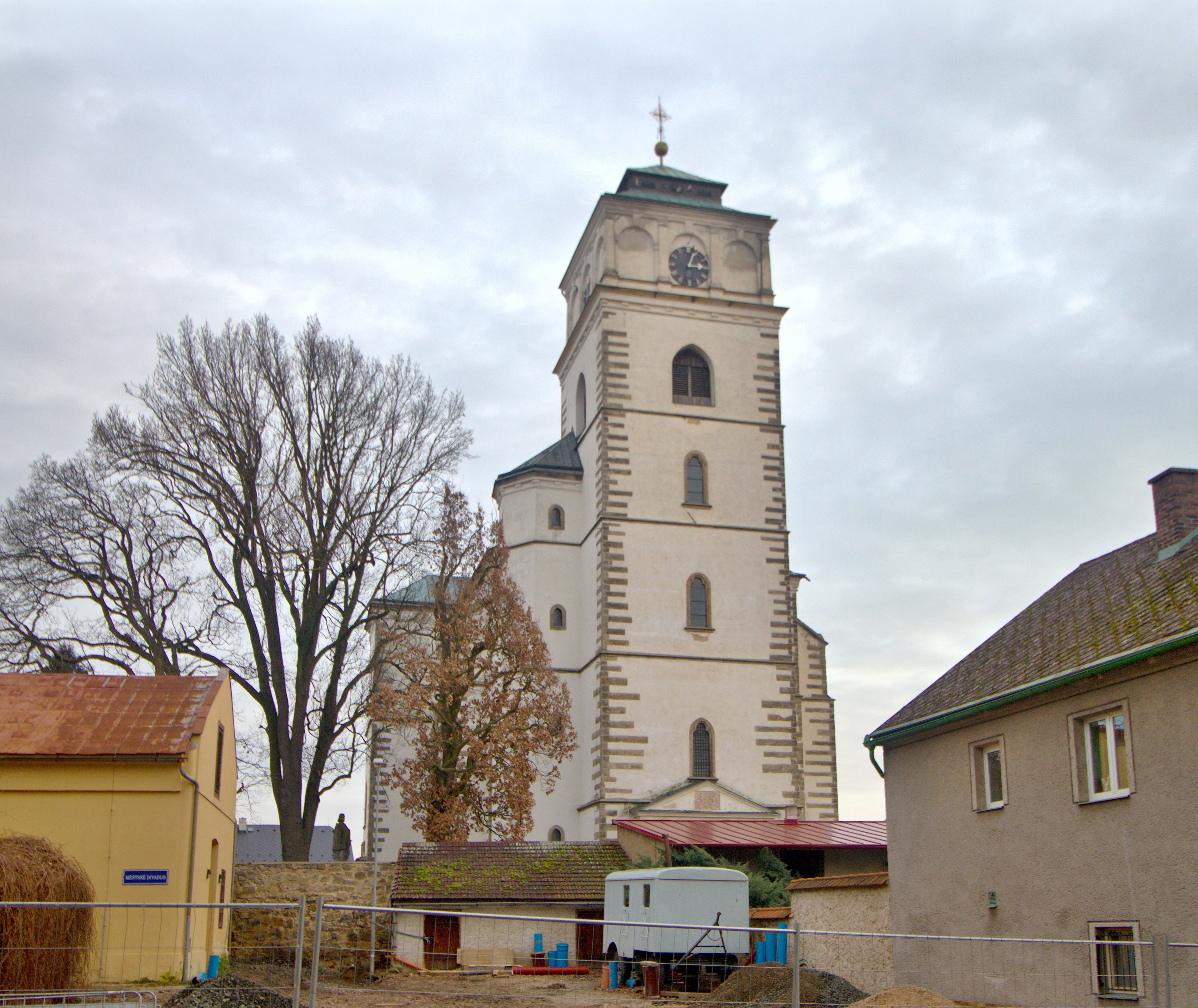
Věž nad vstupem do kostela
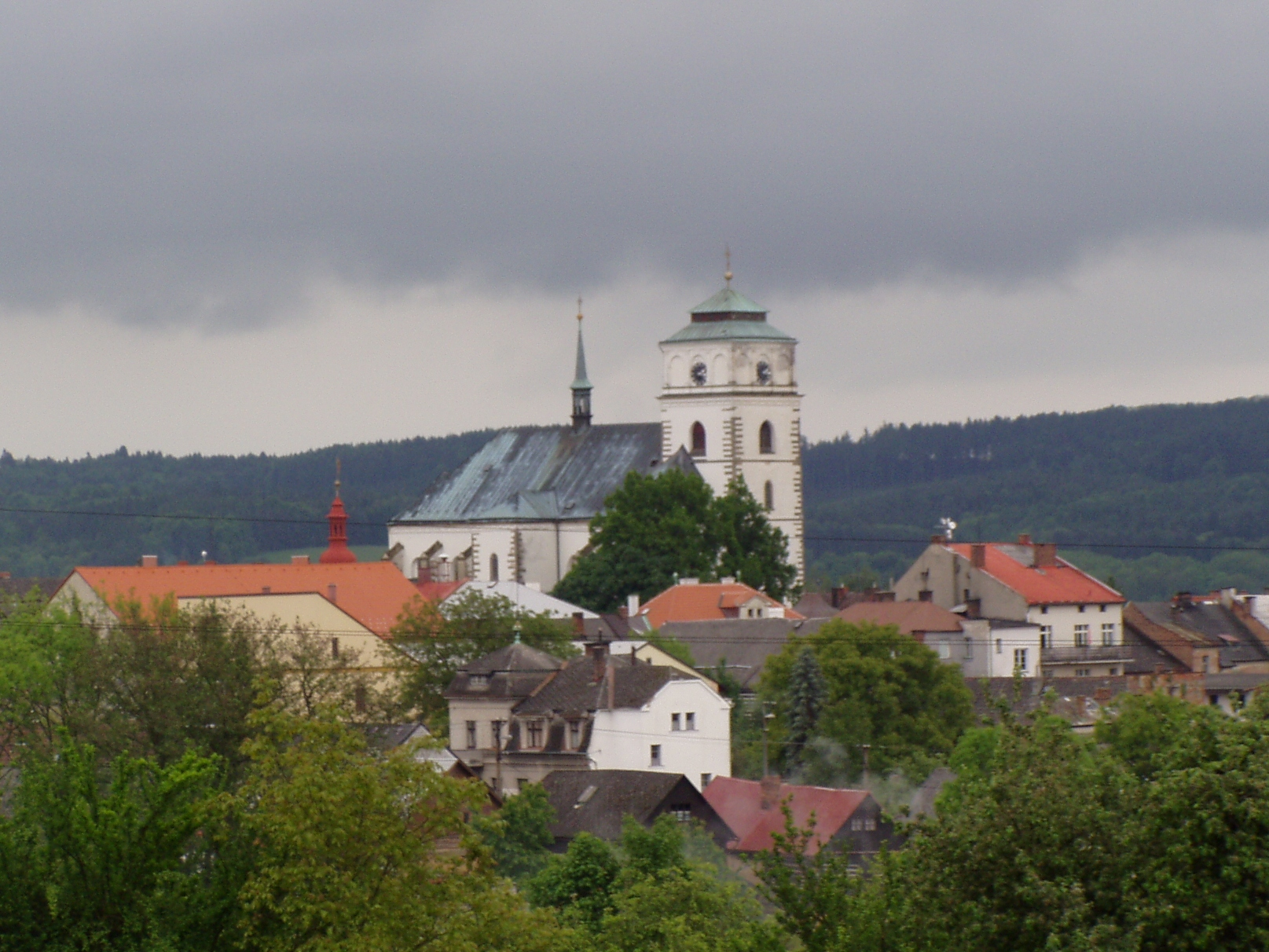
Kostel od zámku Humprecht
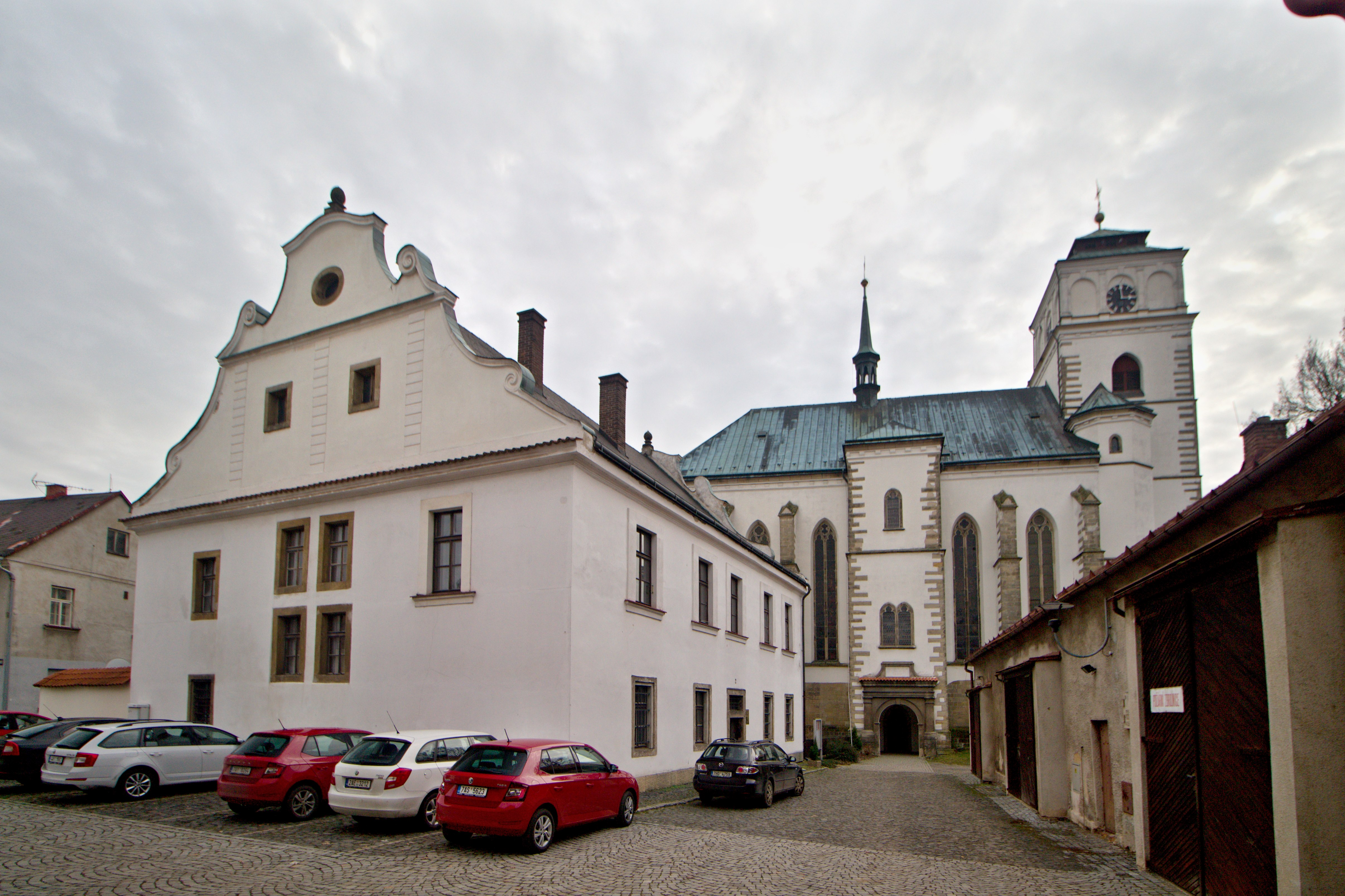
Děkanství a farnost s kostelem
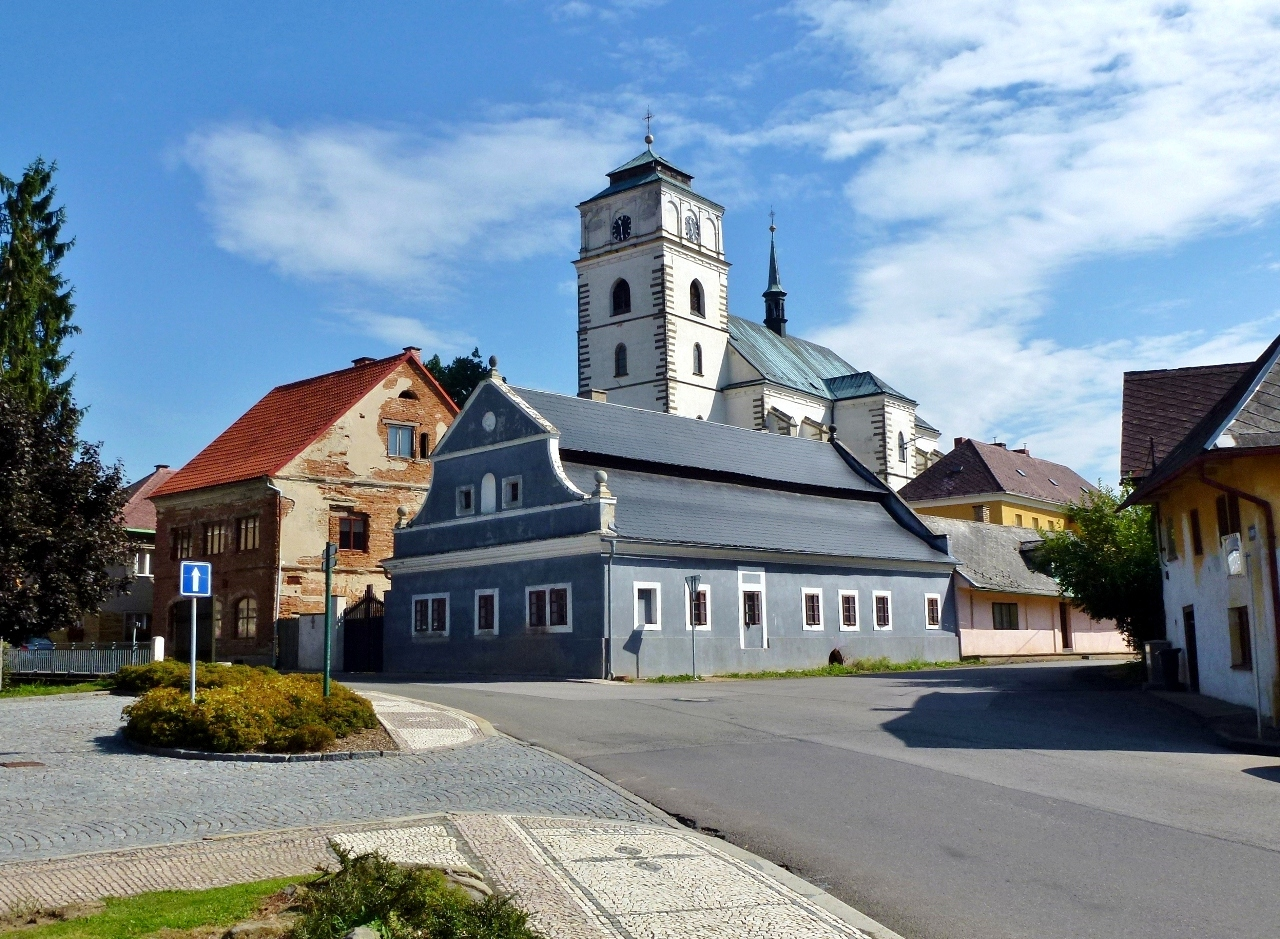
Kostel se špitálem ze 16. století
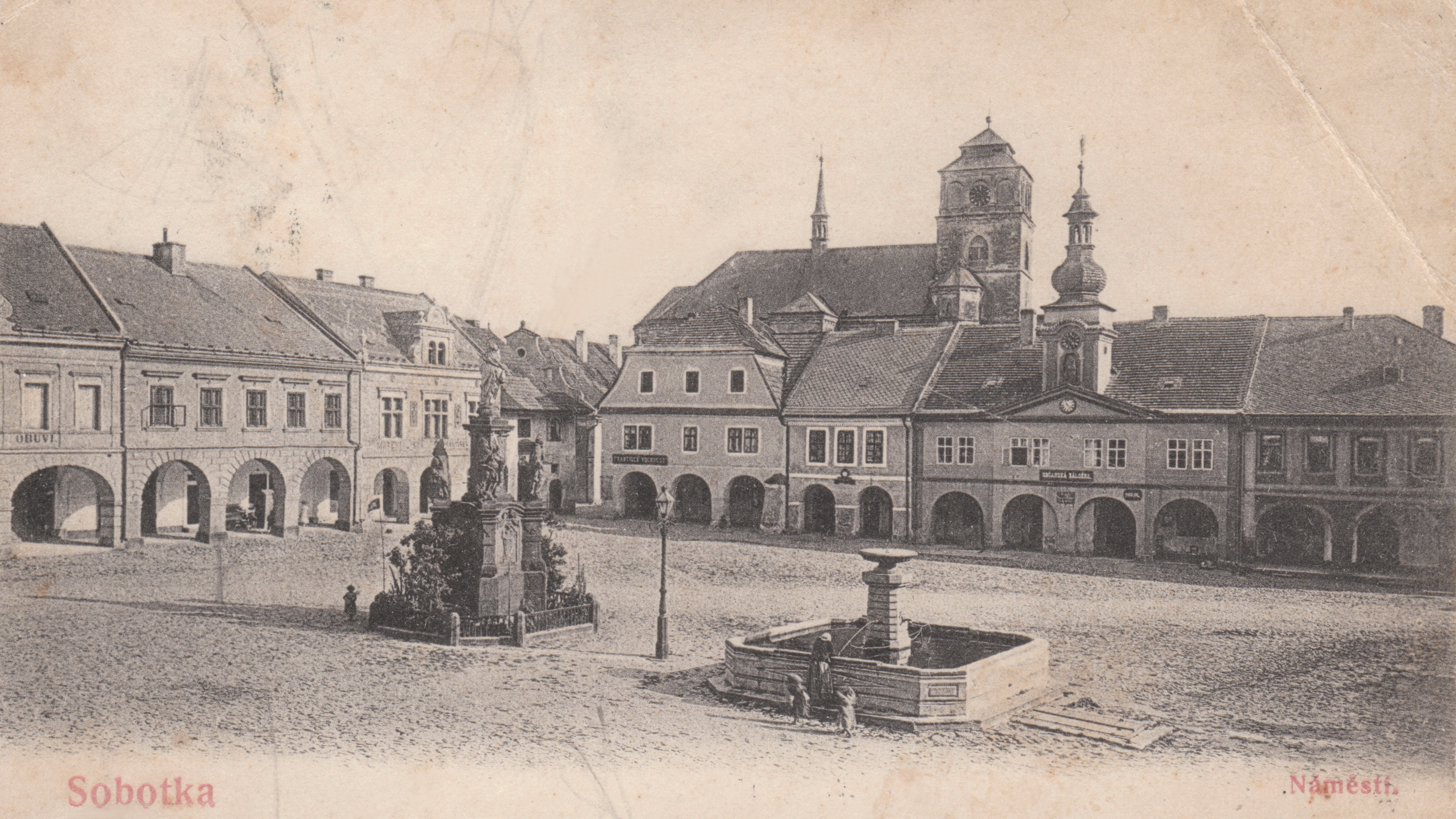
Kostel od náměstí před rokem 1914